# خشم (فیلم ۱۹۷۸)
خشم (انگلیسی: The Fury) یک فیلم در ژانر ترسناک و علمی تخیلی به کارگردانی برایان دی پالما است که در سال ۱۹۷۸ منتشر شد.

## بازیگران
- کرک داگلاس
- جان کاساوتیس
- کری اسنادگرس
- چارلز دارنینگ
- ایمی اروینگ
- اندرو استیونز
- روتانیا آلدا
- داریل هانا
- ویلیام فینلی
- گوردون جامپ
- دنیس فرانز
- فیونا لوئیس
- جیم بلوشی
- لورا اینس
- ملودی توماس اسکات